# Andrea Bucciol
Andrea Bucciol (ur. 21 sierpnia 1967 w Wenecji) – włoski trener futsalowy. Od 22 maja 2013 do 31 lipca 2015 selekcjoner reprezentacji Polski. Jako zawodnik występował na pozycji bramkarza w niższych ligach we Włoszech. W latach 2000–2009 był trenerem bramkarzy w klubie występującym w serie B i serie C 1 – Manzano. W 2010 r. został trenerem występującego w ekstraklasie Rekordu Bielsko-Biała, z którym zdobył Puchar Polski i dwukrotnie zajął trzecie miejsce w ekstraklasie. Posiada licencję trenerską UEFA Pro. 22 maja 2013 r. został selekcjonerem reprezentacji Polski, w pierwszym meczu pod wodzą włoskiego trenera reprezentacja Polski pokonała 6:1 reprezentację Malezji. Z rolą selekcjonera kadry pożegnał się 22 maja 2015 roku.